# زمین کوچک

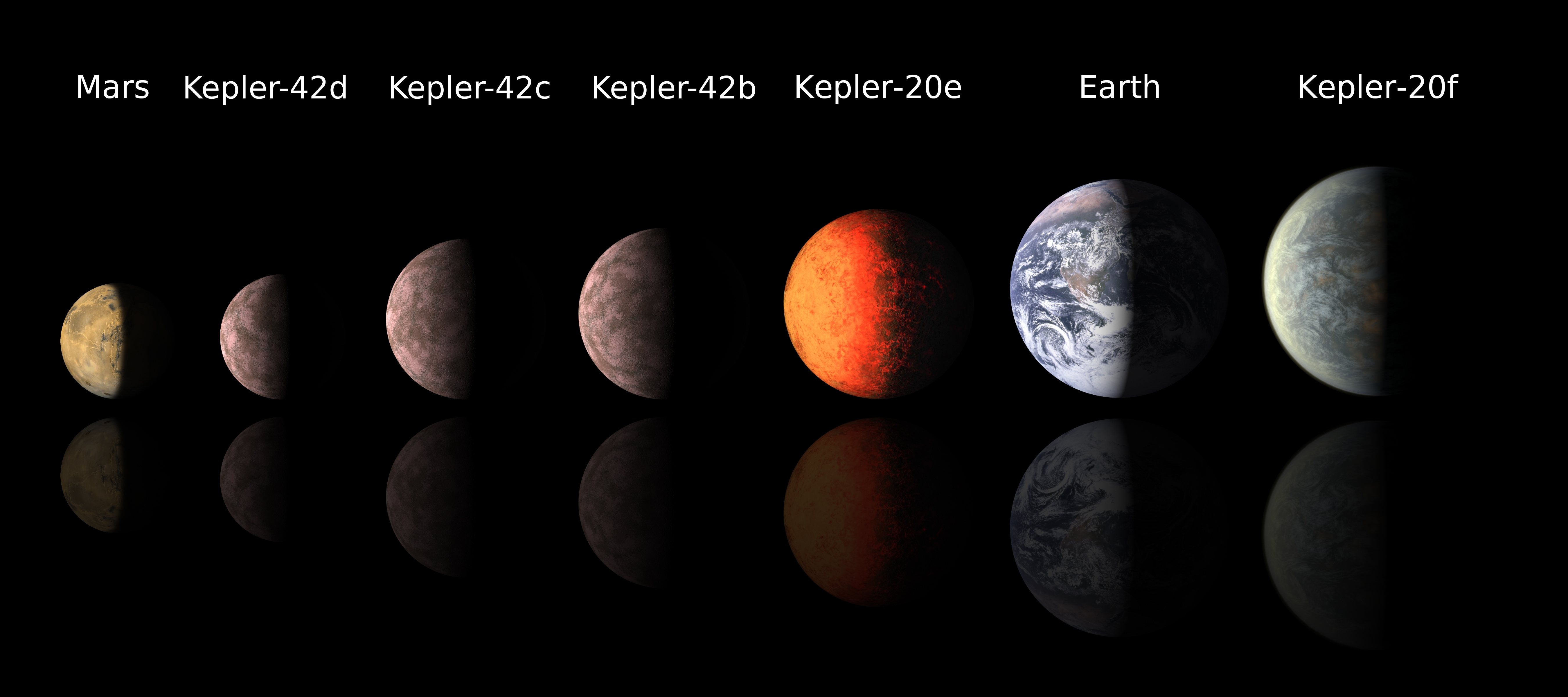
مقایسه اندازه زمین، مریخ و سیارات فراخورشیدی کپلر-۲۰ و کپلر-۴۲.

زمین کوچک سیاره‌ای است که به‌طور قابل ملاحظه ای، جرمی کمتر از زمین و زهره دارد. در منظومه شمسی، این دسته شامل عطارد و مریخ است. سیارات فراخورشیدی که در دسته زمین کوچک قرار دارند، شناسایی آن‌ها بسیار سخت است زیرا اندازه و جرم کوچک آن‌ها ضعیف‌ترین سیگنال را تولید می‌کند. با وجود این دشواری، یکی از اولین سیارات فراخورشیدی یافت شده، زمین کوچکی در اطراف تپ اختر میلی ثانیه‌ای پی‌اس‌آر بی۱۲۵۷+۱۲ است. کوچک‌ترین زمین کوچک شناخته شده نیز WD 1145+017 b با اندازه ۰٬۱۵ شعاع زمین یا تا حدودی کوچکتر از پلوتون است.